# فوجیوارا نو کینشی
فوجیوارا نو کینشی، یوشیکو (به ژاپنی: 藤原 忻子 Fujiwara no Kinshi)検索に移動; ۱ ژانویهٔ ۱۱۳۴ – ۱ ژانویهٔ ۱۲۰۹) وی همسر امپراتور گو شیراکاوا و فرزند توکودایجی کینیوشی اهل ژاپن بود. در سال ۱۱۵۵ به دربار ژاپن وارد شد و سال بعد به ازدواج امپراتور درآمد. دو سال بعد امپراتور وی را ترک کرد. در سال ۱۲۰۹ در سن ۷۶ سالگی درگذشت.